# Bombardier CRJ200
Bombardier CRJ100 i CRJ200 spada u seriju regionalnih linijskih putničkih zrakoplova. Proizvodi ga Bombardier Aerospace a nastao je na osnovi aviona Bombardier Challenger 600. 

## Razvoj
Zrakoplov je dizajniran na temelju Canadair Challengera koji je u 1976. godini od Learjeta otkupio Canadair. 
Širok trup Challengera dužnosnicima Canadaira ukazivao je na mogućnost produživanja zrakoplova radi smještaja više sjedišta te je izrađen plan za Challenger 610E koji bi mogao primiti 24 putnika. Plan je 1981. godine otkazan, ali je ideja i dalje bila prisutna. 
U 1987. godine započet je još više ambiciozan dizajn s produženom konfiguracijom koji je u proljeće 1989. doveo do pokretanja Canadair Regional Jet programa. Ime "Canadair" je zadržano, unatoč činjenici da Bombardier preuzeo kompaniju. Prvi od tri CRJ100 razvojna aviona imao je svoj prvi let 10. svibnja 1991., a certifikat je dobiven krajem 1992. godine kada je i započela njegova isporuka.

## CRJ100
CRJ100 je produžen za 5,92 metara, s dodatnim okvirima trupa ispred i iza krila. Na trupu su ugrađena još dvoja vrata za izlaz u slučaju opasnosti a krilo je redizajnirano (produženi raspon) i ojačano. Uobičajena postava putničke kabine može primiti 50 putnika. U CRJ100 ugrađena je Collins ProLine 4 avioelektronika, Collins meteorološki radar, GE CF34-3A1 turbofen motori s 41,0 kN, povećan je kapacitet goriva a radi veće težine samog zrakoplova ojačano je podvozje. Uslijedila je CRJ100 ER podinačica s 20% većim doletom i CRJ100 LR podinačica s 40% većim doletom.

## CRJ200
CRJ200, kao i CRJ100, ima 50 putničkih sjedala, dva pilotska sjedala i jedno dodatno preklopivo sjedište (eng.: jumpseat) za pilota kontrolora ili nekog od članova posade. Uobičajena konfiguracija putničkih sjedišta je 2+2 u redovima 1 do 12 i 2+0 u redu 13 jer je na desnoj strani trinaestog reda toalet. Moguće je i dodavanje drugog preklopnog sjedišta u stražnjem dijelu putničke kabine za još jednog člana posade. 
Radi strogih američkih propisa i pravila kompanija Pinnacle Airlines leti s nekoliko aviona CRJ200 s 44 sjedala.  U prednjem dijelu putničke kabine nalaze se prostori za teret ili za stvari putnika i posade.  Kabina se i kod ovih aviona lako može prilagoditi za primanje 50 putnika. Model s 40 sjedišta ponuđen je i po nešto manjoj cijeni kako bi se kupci odvratili od manjeg i jeftinijeg  Embraera 135.
U kolovozu 2006. u zračnom prometu je ukupno 938 CRJ100 i CRJ200 (sve inačice) a 8 zrakoplova je naručeno. 

## Inačice
Izrađeno je nekoliko CRJ modela. Regional Jet je marketinška oznaka dok je službena oznaka zrakoplova  CL-600 2B19. 
- CRJ100 – je originalna inačica s 50-sjedišta. Opremljena je s General Electric CF34-3A1 motorima. Veći korisnici su Air Canada Jazz i Comair.
- CRJ200 –  je identičan s CRJ100, osim što njegovi CF34-3B1 motori daju poboljšanu učinkovitost.
- CRJ440 – je sličan s CRJ200, ali ima manji MTOW i kapacitet za samo 40 do 44 putnika. Ekskluzivni kupac sa 69 zrakoplova je Pinnacle Airlines.
- Challenger 800/850 – je poslovna inačica CRJ200.

## Usporedba
| Inačica                       | CRJ100 ER/LR              | CRJ200 ER/LR           |
| ----------------------------- | ------------------------- | ---------------------- |
| Posada                        | 3 (2 pilota + pratnja)    | 3 (2 pilota + pratnja) |
| Sjedišta                      | 50                        | 50                     |
| Dužina Raspon Visina          | 27,77 m 21,21 m 6,22 m    | 27,77 m 21,21 m 6,22 m |
| Motori (2x)                   | GE CF34-3A1               | GE CF34-3B1            |
| Maksimalna težina bez goriva  | 19.958 kg                 | 19.958 kg              |
| Maksimalni korisni teret      | 6.124 kg                  | 6.124 kg               |
| Maksimalna težina uzlijetanja | 24.091 kg                 | 24.091 kg              |
| Dolet                         | ER: 3.000 km LR: 3.710 km | ER: 3.045 km LR: 3.713 |
| Putna brzina                  | 0.78 M                    | 0.78 M                 |
| Visina leta                   | 12.496 m                  | 12.496 m               |
| Broj narudžbi                 | 1054                      | 1054                   |
| Certifikat                    | nepoznat                  | srpanj 1992.           |

## Vanjske poveznice
- CRJ-series crj.bombardier.com   Arhivirana inačica izvorne stranice od 21. lipnja 2007. (Wayback Machine)
- CRJ-100 & 200 Detailed Systems smartcockpit.com